# 長谷工スマイルコミュニティ
株式会社長谷工スマイルコミュニティ（はせこうスマイルコミュニティ）は、かつて存在した日本の建築物管理会社。

## 概要
中堅デベロッパーだったアゼルとニチモのマンション管理子会社がその前身。2008年から2009年にかけて、長谷工コーポレーションのグループ会社が両社を買収し、その後統合した。2017年には、グループの管理事業を統括する長谷工管理ホールディングスの子会社となる。2020年に、同じく長谷工管理ホールディングス傘下の長谷工コミュニティと合併した。

## 沿革
- 1973年（昭和48年） - ニチモビラ管理株式会社設立。
- 1977年（昭和52年）8月 - ニチモビルダー株式会社がニチモメンテナンス株式会社として設立。
- 1980年（昭和55年） - ニチモビラ管理がニチモ建物管理株式会社に商号変更。
- 1985年（昭和60年） - ニチモ建物管理がニチモ関東建物管理株式会社に商号変更。ニチモ関西建物管理株式会社設立。
- 1987年（昭和62年）12月10日 - 株式会社ニッケンコミュニティー設立。
- 1995年（平成7年） - ニチモ関西建物管理がニチモホームサービス株式会社に商号変更。
- 2001年（平成13年） - ニチモ建物管理が（旧）ニチモコミュニティ株式会社に商号変更。
- 2002年（平成14年）6月 - ニチモビルダーが（旧）ニチモコミュニティを合併、（新）ニチモコミュニティ株式会社となる。
- 2004年（平成16年）1月 - ニチモコミュニティがニチモホームサービスを合併。
- 2008年（平成20年）11月19日 - 長谷工アネシスがアゼルからニッケンコミュニティーの株式取得を発表[3]。
- 2009年（平成21年）1月15日 - 長谷工アネシスと不二建設がニチモからニチモコミュニティの株式取得を発表[4]。
- 2009年4月1日 - ニチモコミュニティの賃貸管理業務を長谷工ライブネットに移管[5]。
- 2009年6月1日 - ニチモコミュニティが（旧）株式会社長谷工スマイルコミュニティに商号変更[6]。
- 2009年8月1日 - ニッケンコミュニティーが株式会社長谷工ニッケンコミュニティに商号変更[7]。
- 2010年（平成22年）4月1日 - 長谷工ニッケンコミュニティが（旧）長谷工スマイルコミュニティを合併[8]、（新）株式会社長谷工スマイルコミュニティに商号変更。
- 2017年（平成29年）4月1日 - 株式会社長谷工管理ホールディングス設立。当社・長谷工コミュニティ・長谷工コミュニティ九州・総合ハウジングサービスがその傘下となる[9]。
- 2020年（令和2年）4月1日 - 沖縄支店のマンション管理事業を長谷工コミュニティ沖縄に承継し、当社は総合ハウジングサービスと共に、長谷工コミュニティに吸収合併の上解散[10]。